# NBA All-Star Game 1980
L'NBA All-Star Game 1980, svoltosi a Washington, vide la vittoria finale della Eastern Conference sulla Western Conference per 144 a 136 dopo i tempi supplementari.
George Gervin, dei San Antonio Spurs, fu nominato MVP della partita.

## Squadre

### Western Conference
| Western Conference  |                        |     |     |     |     |     |     |     |     |
| Giocatore           | Squadra                | MIN | FGM | FGA | FTM | FTA | RIM | AST | PT  |
| Adrian Dantley      | Utah Jazz              | 30  | 8   | 15  | 7   | 8   | 5   | 2   | 23  |
| Marques Johnson     | Milwaukee Bucks        | 34  | 1   | 6   | 2   | 2   | 4   | 1   | 4   |
| Kareem Abdul-Jabbar | Los Angeles Lakers     | 30  | 6   | 17  | 5   | 6   | 16  | 9   | 17  |
| Lloyd Free          | San Diego Clippers     | 21  | 7   | 13  | 0   | 1   | 3   | 5   | 14  |
| Magic Johnson       | Los Angeles Lakers     | 24  | 5   | 8   | 2   | 2   | 2   | 4   | 12  |
| Dennis Johnson      | Seattle SuperSonics    | 20  | 7   | 13  | 5   | 6   | 4   | 1   | 19  |
| Walter Davis        | Phoenix Suns           | 23  | 5   | 10  | 2   | 2   | 4   | 2   | 12  |
| Jack Sikma          | Seattle SuperSonics    | 28  | 4   | 10  | 0   | 0   | 8   | 4   | 8   |
| Paul Westphal       | Phoenix Suns           | 27  | 8   | 14  | 5   | 6   | 1   | 5   | 21  |
| Kermit Washington   | Portland Trail Blazers | 14  | 1   | 6   | 2   | 4   | 8   | 1   | 4   |
| Otis Birdsong       | Kansas City Kings      | 14  | 1   | 2   | 0   | 0   | 0   | 0   | 2   |
| Totale              |                        | 265 | 53  | 114 | 30  | 37  | 55  | 34  | 136 |
| All. Lenny Wilkens  | Seattle SuperSonics    |     |     |     |     |     |     |     |     |

MIN: minuti. FGM: tiri dal campo riusciti. FGA: tiri dal campo tentati. FTM: tiri liberi riusciti. FTA: tiri liberi tentati. RIM: rimbalzi. AST: assist. PT: punti

### Eastern Conference
| Eastern Conference     |                    |     |     |     |     |     |     |     |     |
| Giocatore              | Squadra            | MIN | FGM | FGA | FTM | FTA | RIM | AST | PT  |
| John Drew              | Atlanta Hawks      | 15  | 0   | 4   | 4   | 5   | 3   | 0   | 4   |
| Julius Erving          | Philadelphia 76ers | 20  | 4   | 12  | 3   | 4   | 5   | 2   | 11  |
| Moses Malone           | Houston Rockets    | 31  | 7   | 12  | 6   | 12  | 12  | 2   | 20  |
| George Gervin          | San Antonio Spurs  | 40  | 14  | 26  | 6   | 9   | 10  | 3   | 34  |
| Eddie Johnson          | Atlanta Hawks      | 32  | 11  | 16  | 0   | 0   | 1   | 7   | 22  |
| Dan Roundfield         | Atlanta Hawks      | 27  | 7   | 15  | 4   | 9   | 13  | 0   | 18  |
| Nate Archibald         | Boston Celtics     | 21  | 0   | 8   | 2   | 3   | 3   | 6   | 2   |
| Elvin Hayes            | Washington Bullets | 29  | 5   | 10  | 2   | 2   | 5   | 4   | 12  |
| Micheal Ray Richardson | New York Knicks    | 13  | 3   | 7   | 0   | 0   | 1   | 2   | 6   |
| Bill Cartwright        | New York Knicks    | 14  | 4   | 8   | 0   | 0   | 3   | 1   | 8   |
| Larry Bird             | Boston Celtics     | 23  | 3   | 6   | 0   | 0   | 6   | 7   | 7   |
| Totale                 |                    | 265 | 58  | 124 | 27  | 44  | 62  | 34  | 144 |
| All. Billy Cunningham  | Philadelphia 76ers |     |     |     |     |     |     |     |     |

MIN: minuti. FGM: tiri dal campo riusciti. FGA: tiri dal campo tentati. FTM: tiri liberi riusciti. FTA: tiri liberi tentati. RIM: rimbalzi. AST: assist. PT: punti